# Pierre de Montclar Belissen
Pierre de Montclar Belissen was een Frans officier. Hij diende in 1794 als kapitein der artillerie van de Nederlandse artillerie. Zoals zoveel Franse émigrées vluchtte hij van land naar land terwijl de invloedssfeer van de Franse revolutie zich uitbreidde. Pas in 1817, toen hij als een Frans kolonel "en retraite" en oud-secretaris van de Russische tsaar Paul I gepensioneerd was, werd hij voor zijn inzet in 1795 beloond met het officierskruis van de Militaire Willems-Orde.
Zijn benoeming past in de categorie "in het verleden betoonde verdienste" die recht gaf op de Militaire Willems-Orde.